# Florence-Pistoia
Florence-Pistoia (en italien : Firenze-Pistoia) est une course cycliste italienne disputée sous forme de contre-la-montre entre Prato et Quarrata, dans la province de Pistoia. Créée en 1985, une première édition avait toutefois eu lieu en 1870, elle fait partie de l'UCI Europe Tour depuis 2005 en catégorie 1.1. L'édition 2006 a été annulée en raison de problèmes d'organisations.

## Palmarès
| Année | Vainqueur            | Deuxième             | Troisième             |
| ----- | -------------------- | -------------------- | --------------------- |
| 1870  | Rynner Van Heste     | Auguste Charels      | Alexandre De Sariette |
| 1985  | Rolf Gölz            | Gregor Braun         | Charly Mottet         |
| 1986  | Lech Piasecki        | Charly Mottet        | Rolf Gölz             |
| 1987  | Helmut Wechselberger | Lech Piasecki        | Gianni Bugno          |
| 1988  | Tony Rominger        | Rolf Gölz            | Lech Piasecki         |
| 1989  | Tony Rominger        | Erik Breukink        | Maurizio Fondriest    |
| 1990  | Lech Piasecki        | Daniel Steiger       | Mario Kummer          |
| 1991  | Tony Rominger        | Andrea Chiurato      | Franco Ballerini      |
| 1992  | Tony Rominger        | Claudio Chiappucci   | Sean Yates            |
| 1993  | Maurizio Fondriest   | Chris Boardman       | Laurent Bezault       |
| 1994  | Francesco Casagrande | Luca Scinto          | Maurizio Fondriest    |
| 1995  | Francesco Casagrande | Gianni Faresin       | Stefano Giraldi       |
| 1996  | Marco Fincato        | Fabio Roscioli       | Massimo Podenzana     |
| 1997  | non disputé          | non disputé          | non disputé           |
| 1998  | Marco Velo           | Ruslan Ivanov        | Luca Scinto           |
| 1999  | Marco Velo           | Gianmario Ortenzi    | Chann McRae           |
| 2000  | non disputé          | non disputé          | non disputé           |
| 2001  | Nathan O'Neill       | Andrea Tafi          | Sławomir Kohut        |
| 2002  | Fabrizio Guidi       | Francesco Casagrande | Evgueni Petrov        |
| 2003  | Andrea Peron         | Filippo Simeoni      | Dario David Cioni     |
| 2004  | Serhij Matvjejev     | Michael Rogers       | Ondřej Sosenka        |
| 2005  | Serhij Matvjejev     | Andriy Grivko        | Giovanni Visconti     |
| 2006  | non disputé          | non disputé          | non disputé           |
| 2007  | Boris Shpilevsky     | Dario David Cioni    | Giovanni Visconti     |
| 2008  | Andriy Grivko        | Marco Pinotti        | Dario David Cioni     |
| 2009  | non disputé          | non disputé          | non disputé           |